# Anna Fixová
Anna Fixová (* 17. března 1984 Praha) je česká herečka.

## Osobní život
Anna Fixová je absolventkou Konzervatoře v Praze, kterou dokončila v roce 2005.
Pochází z divadelní rodiny. Dědeček byl dramaturgem Národního divadla, poté ředitelem Divadelního ústavu v Praze. Babička působila v souboru pražského Divadla Jiřího Wolkera. Její teta vystupuje ve Studiu Ypsilon. Matka byla dlouholetou dramaturgyní Městského divadla v Mostě, působila také v divadle ABC, v současné době v Divadle Antonína Dvořáka v Příbrami, kde mimo jiné vystupuje i Anna.

## Herecká kariéra
S herectvím začala již v dětství, působila příležitostně v menších rolích v mosteckém divadle. V televizi ztvárnila roli Moniky Farské v seriálu Ulice.

## Filmografie

### Filmy
- P.F. 77 (2003)
- Zakázaný člověk (2009)

### Seriály
- Pojišťovna štěstí (2004)
- Ulice (2005–2017, 2023)
- Trapasy (2007)
- Cukrárna (2010)
- Specialisté (2017)
- Ohnivý kuře (2018)
- Policie Modrava (2019)
- Vysoká hra (2020)